# 陆守曾
陆守曾（1928年—），曾用名陆稼如。江苏苏州人，中国医学统计学家，医学教育家。

## 生平
1953年毕业于原中央大学医学院。历任白求恩医科大学讲师、副教授。1983年调南通医学院任副教授、教授，兼任航海医学研究所所长、预防医学系主任等职。1980年以来受聘为中国中医研究院客座研究员、《中国卫生统计》杂志编委。为八届全国人大代表、六届江苏省政协委员、七届南通市政协副主席，中国致公党第八、九、十届中央 委员。1991年起获国务院批准的政府特殊津贴。1980年代在南通大学设立“陆氏奖学金”以奖励优秀师生。